# Гринченко Андрій Вікторович
Андрій Вікторович Гринченко (нар. 23 січня 1986, Тернопіль) — український футболіст (захисник) і футбольний тренер (нині — граючий головний тренер команди ДСО-Поділля).

## Життєпис
Почав займатися футболом у тернопільській ДЮСШ. Спочатку виступав як воротар. Пізніше потрапив в академію донецького «Шахтаря», пробув там два роки. Потім переїхав до Луцька, де виступав за «Волинь».
23 квітня 2003 дебютував за «Ковель-Волинь-2» у другій лізі в матчі проти тернопільської «Ниви» (2:0). З 2003 року по 2008 рік виступав у тернопільській «Ниві», в команді провів 110 матчі і забив 3 м'ячі, був одним із лідерів команди. Влітку 2008 року перейшов у луганську «Зорю»: за команду дебютував 1 листопада 2008 року в матчі проти донецького «Шахтаря» (3:1).
На початку 2010 року перейшов у луцьку «Волинь». У березні 2012 року перейшов у «Говерлу-Закарпаття». У сезоні 2011/12 років разом з командою став переможцем у першій лізі чемпіонату України. Влітку 2012 року команда змінила назву на ФК «Говерла».

## Досягнення
- Перша ліга чемпіонату України:
  -  Чемпіон (1): 2010

## Особисте життя
Його мати — росіянка. Щоліта він їздив до родичів у Тихорєцьк (Краснодарський край), через це добре розмовляє українською й російською.

## Статистика
| Сезон   | Клуб             | Ліга         | Чемпіонат | Чемпіонат | Кубок | Кубок | Дубль | Дубль |
| Сезон   | Клуб             | Ліга         | Матчі     | Голи      | Матчі | Голи  | Матчі | Голи  |
| ------- | ---------------- | ------------ | --------- | --------- | ----- | ----- | ----- | ----- |
| 2002/03 | Ковель-Волинь-2  | Друга ліга   | 5         | 0         | —     | —     | —     | —     |
| 2003/04 | Нива (Тернопіль) | Друга ліга   | 23        | 1         | 1     | 0     | —     | —     |
| 2004/05 | Нива (Тернопіль) | Друга ліга   | 12        | 0         | 0     | 0     | —     | —     |
| 2005/06 | Нива (Тернопіль) | Друга ліга   | 24        | 0         | 1     | 0     | —     | —     |
| 2006/07 | Нива (Тернопіль) | Друга ліга   | 23        | 2         | 1     | 0     | —     | —     |
| 2007/08 | Нива (Тернопіль) | Друга ліга   | 28        | 0         | 2     | 0     | —     | —     |
| 2008/09 | Зоря (Луганськ)  | Прем'єр-ліга | 17        | 0         | 0     | 0     | 11    | 0     |
| 2009/10 | Зоря (Луганськ)  | Прем'єр-ліга | 8         | 0         | 1     | 0     | 0     | 0     |